# Brandweerstraat 25
Brandweerstraat 25 (Hongaars: Tűzoltó utca 25.) is een Hongaarse dramafilm uit 1973 onder regie van István Szabó. Hij won met deze film de Gouden Luipaard op het filmfestival van Locarno.

## Verhaal
De inwoners van een oud huis in Boedapest komen voor de laatste keer samen, voordat het huis wordt afgebroken. Ze halen er herinneringen op aan vroeger. Zo is daar Mária, die terugdenkt aan haar arrestatie tijdens de Tweede Wereldoorlog. Er is ook een bakkersvrouw, die op de zolder toen mensen verborgen hield voor de nazi's.

## Rolverdeling
| Acteur          | Personage        |
| --------------- | ---------------- |
| Lucyna Winnicka | Mária            |
| Margit Makay    | Moeder van Mária |
| Károly Kovács   | Vader van Mária  |
| András Bálint   | Andris           |
| Erzsi Pásztor   | Erzsi            |
| Edit Lenkey     | Baba             |
| János Jani      | Man van Baba     |
| Zoltán Zelk     | Hackl            |